# Tullio Pericoli
Tullio Pericoli (Colli del Tronto, 2 ottobre 1936) è un pittore, disegnatore e illustratore italiano.

## Biografia
Tullio Pericoli nasce a Colli del Tronto, piccolo borgo delle colline picene, nel 1936. Fin da bambino disegna e inizia a pubblicare i primi disegni sul giornale del Liceo Ginnasio Statale F. Stabili che frequenta. Seguendo il volere del padre si iscrive alla Facoltà di Giurisprudenza di Urbino ma, a pochi esami dalla laurea, interrompe gli studi per paura di una carriera che non sente sua. Nel 1961, su spinta di Cesare Zavattini, si trasferisce a Milano, dove vive tuttora, ritrovandosi così nel centro del fermento culturale di quegli anni.
Inizia lì a collaborare al quotidiano Il Giorno con disegni che accompagnano racconti di Calvino, Primo Levi, Gadda, Soldati. Un’attività che continua negli anni successivi: i suoi disegni compariranno sui più importanti giornali, italiani e stranieri, come il New Yorker, la Frankfurter Allgemeine, la New York Review of Books, il Guardian, El Pais e altri. Nel 1984 approda a La Repubblica con la quale collabora anche oggi. I suoi ritratti - soprattutto di personaggi della cultura – divengono oggetto di numerosi volumi e di mostre tenute in Italia e all’estero.
Contemporaneamente la sua ricerca pittorica, che si era avviata all’inizio degli anni ’70 con la serie delle “geologie”, prosegue con un ciclo di opere che sfoceranno, nel 1980, nella mostra Rubare a Klee alla Galleria Il Milione a Milano. Il paesaggio diventa sempre più centrale nel suo lavoro: nel 1984 il volume Robinson Crusoe per la Olivetti segna una svolta e i disegni che lo compongono saranno esposti per la prima volta al Pac di Milano.
Nel 1987, su committenza di Livio Garzanti, realizza, nella storica sede di via della Spiga a Milano, una pittura murale che racconta la vita della sua casa editrice e nel 1991 Milano gli dedica un'importante mostra a Palazzo Reale.
I paesaggi della sua terra d’origine fanno da sfondo alle scene e ai costumi dell’Elisir d’Amore di Donizetti che reinventa totalmente per l’Opernhaus di Zurigo nel 1995 e nel 1998 per il Teatro alla Scala di Milano. Nel 2002 realizza le scene e i costumi de Il turco in Italia di Rossini ancora per l’Opernhaus di Zurigo.
Negli ultimi due decenni la sua attività si concentra sempre di più sulla pittura di paesaggio testimoniata dalle esposizioni pubbliche a Palazzo Lanfranchi di Pisa (Nature, 2002), alla Galleria d’Arte Contemporanea “Osvaldo Licini” di Ascoli Piceno (Sedendo e Mirando, 2009), a Palazzo Fava a Bologna e a Palazzo Ducale di Urbino (Sulla Terra, 2015), all’Istituto Italiano di Cultura di Tokyo (Frammenti di Paesaggio, 2016) oltre a varie altre mostre presso importanti gallerie private.
Nel 2010 un’ampia esposizione presso il Museo dell’Ara Pacis di Roma dal titolo Lineamenti, propone una sintesi pittorica delle sue due principali forme d’espressione, il paesaggio e il ritratto, confrontandoli e suggerendo la possibilità di un univoco metodo di lettura. Nel 2011 Silvia Ballestra scrive, edito da Rizzoli, Le colline di fronte, un romanzo biografico sulla vita di Pericoli e sul suo percorso artistico, mentre a luglio invece si occuperà di disegnare il Drappellone per il Palio di Siena, vinto dalla Nobile Contrada dell'Oca. Nel 2013 esce per Adelphi il volume antologico I paesaggi. Una parte delle opere contenute nel volume costituiscono una mostra ospitata dal MART di Rovereto l’anno successivo. Sempre nel 2014 un'altra mostra dedicata al territorio del Garda, dal titolo Areonatura, viene inaugurata al MAG, Museo dell'Alto Garda, di Riva del Garda. Nel 2019-2020, a Palazzo dei Capitani in Ascoli Piceno, si tiene una grande mostra dedicata al paesaggio dal titolo: Forme del paesaggio. 1970-2018. Sempre nel 2019, in novembre si tiene la mostra Samuel Beckett. Le plus beau visage du XX siècle, alla Galleria Gallimard, di Parigi. Nell’ottobre del 2021 inaugura la mostra Frammenti a Palazzo Reale di Milano. 
Nel 2024 riceve dall'Accademia dei Lincei il Premio Internazionale Antonio Feltrinelli per l'Arte. 

## Scritti
- Il dottor Rigolo, con Emanuele Pirella, Milano, Milano libri, 1976 (prefazione di L. Tornabuoni).
- Fogli di via, Torino, Einaudi, 1976 (prefazione di C. Stajano).
- Tutti da Fulvia sabato sera, con Emanuele Pirella, Milano, Tascabili Bompiani, 1978.
- Cronache dal Palazzo, con Emanuele Pirella, Milano, A. Mondadori, 1979 (presentazione di C. Cederna).
- Falsetto. Cronache italiane dei nostri giorni, con Emanuele Pirella, Milano, Bompiani, 1982 (con un’intervista di U. Eco a S. Pertini).
- Robinson Crusoe di Daniel Defoe, Ivrea, Olivetti, 1984.
- Tutti da Fulvia, con Emanuele Pirella, Milano, Garzanti, 1987.
- Woody, Freud e gli altri, Milano, Garzanti, 1988 (con un racconto di A. Tabucchi e un ritratto di G. Soavi). ISBN 88-11-41080-0.
- Woody, Freud und andere, Munchen, Prestel Verlag, 1988 (introduzione di G. Ramseger, prefazione di H. Guratzsch e un racconto di A. Tabucchi).
- Tanti saluti, Milano, Rosellina Archinto, 1988 (con un racconto di A. Tabucchi). ISBN 88-7768-017-2; 2009. ISBN 978-88-7768-534-6.
- Ritratti arbitrari, Torino, Einaudi, 1990 (introduzione di U. Eco). ISBN 88-06-12266-5.
- Die portraits, Zürich, Diogenes, 1992 (introduzione di U. Eco).
- Die Tafel des Königs, Munchen, Prestel Verlag, 1993 (testi di R. Tassi, E. M. Lang e con uno scritto dell'autore).
- Suite dei ritratti eseguiti per La biblioteca di Babele da Tullio Pericoli, Milano, Franco Maria Ricci, 1993. ISBN 88-216-0235-4.
- Colti nel segno. Il Novecento in 64 ritratti, Milano, A. Mondadori, 1995. ISBN 88-04-39571-0.
- L'uomo che piantava gli alberi, con Jean Giono, Firenze, Salani, 1996. ISBN 88-7782-756-4; 2012. ISBN 978-88-6715-021-2.
- Morgana, I, Miasino (Novara), Albieri Editore, 1996 (con un testo di A. Tabucchi).
- Morgana, II, Miasino (Novara), Albieri Editore, 1997 (con un testo di R. Tassi).
- Morgana, III, Miasino (Novara), Albieri Editore, 1999 (con un testo di P. Isotta).
- L'elisir d'amore, Milano, Archinto, 1999. ISBN 88-7768-266-3.
- Terre, testi di M. Vallora e M. Mari, Milano, Rizzoli, 2000. ISBN 88-17-86396-3.
- Dreamscapes, New York, Rizzoli International Publications, 2001 (testi di T. Wolfe, M. Vallora e M. Mari).
- I ritratti, Milano, Adelphi, 2002. ISBN 88-459-1714-2.
- Otto scrittori, prefazione di M. Codignola, Milano, Adelphi, 2003. ISBN 88-459-1809-2.
- Retratos, Madrid, Ediciones Siruela, 2004
- Viaggio nel paesaggio, con un testo dell’autore, Milano, Nuages, 2004. ISBN 88-86178-31-X.
- La casa ideale di Robert Louis Stevenson, Milano, Adelphi, 2004. ISBN 88-459-1930-7.
- L'anima del volto, saggio introduttivo di S.S. Nigro, Milano, Bompiani, 2005. ISBN 88-452-3467-3.
- Robinson Crusoe di Daniel Defoe, con una premessa dell’autore, Milano, Adelphi, 2007.
- Paesaggi, con un saggio di Salvatore Settis e un dialogo con l'autore di Luca Massimo Barbero, Milano, Rizzoli, 2007. ISBN 978-88-17-01605-6.
- Tanti saluti, nuova edizione, con un racconto di A. Tabucchi, Milano, Rosellina Archinto, 2009.
- Attraverso l'albero. Una piccola storia dell'arte, Milano, Adelphi, 2012. ISBN 978-88-459-2737-9.
- 80 ritratti per 10 scrittori, Milano, Mondadori, 2012.
- I paesaggi, Milano, Adelphi, 2013. ISBN 978-88-459-2836-9.
- Pensieri della mano. Da una conversazione con Domenico Rosa, Milano, Adelphi, 2014. ISBN 978-88-459-2871-0.
- Storie della mia matita, Milano, Henry Beyle, 2015. ISBN 978-88-99234-03-4.
- Piccolo teatro, Milano, Adelphi, 2016.
- Scritture e figure, Milano, Skira, 2017.
- Incroci, Milano, Adelphi, 2019.
- Sul Farsi del Mondo, Milano, Henry Beyle, 2020.
- Arte a parte, Milano, Adelphi, 2021.
- Un digiunatore di Franz Kafka, Milano, Adelphi, 2022
- Ritratti di ritratti, Milano, Adelphi, 2023.,
- Contessa che è mai la vita Poesie italiane a fumetti, Milano, Palazzi Editore 1970

## Mostre Principali
1958
Salone del Palazzo del Popolo, Ascoli Piceno
1960
Azienda Autonoma di Soggiorno e Turismo, Ascoli Piceno
1961
Galleria La Muffola, Milano (catalogo con testo di Giancarlo Fusco)
1964
Galleria del Teatro, Parma
1967
Galleria Gian Ferrari, Milano (catalogo con testo di Marco Valsecchi)
1971
Galleria dello Scudo, Verona (catalogo con testo di Marco Valsecchi)
1972
Geologie dell’io, Salone dei Contrafforti in Pilotta, Parma, promossa dall'Istituto di Storia dell'Arte dell'Università degli Studi di Parma (catalogo con testi di Arturo Carlo Quintavalle, Romeo Giovannini, Roberto Sanesi e Marco Valsecchi)
1973
Galleria Michaud, Firenze (catalogo con testo di Arturo Carlo Quintavalle)
1974
Libreria Einaudi, Milano
1976
Galleria Rondanini, Roma (catalogo con testi di Flavio Caroli, Maurizio Fagiolo, Roberto Sanesi, Marco Valsecchi, Arturo Carlo Quintavalle)
Galleria Solferino, Milano (in occasione della pubblicazione del volume Fogli di via, Einaudi, con testo di Corrado Stajano)
1977
Sala Comunale d'Arte Contemporanea, Alessandria (catalogo con testo di Marisa Vescovo)
1978
Disegno & Disegno, Urbino, a cura dell'Università degli Studi di Urbino
Studio Marconi, Milano
1979
Le torri dipinte, Galleria Il Segno, Roma (catalogo con testo di Maurizio Calvesi e conversazione di Francesco Vincitorio con l’autore)
1980
Galleria Il Sole, Bolzano
Rubare a Klee, Galleria del Milione, Milano (catalogo con conversazione di Italo Calvino con l’autore)
1981
Galleria La Chiocciola, Padova
1982
Paesaggio italiano, Studio Marconi, Milano (catalogo con testo di Giulio Carlo Argan)
Paesaggio italiano e altri paesaggi, Palazzina dei Giardini Pubblici, Assessorato alla Cultura, Modena (catalogo con testo di Mario Serenellini)
1984
Paesaggio, Galleria Il Segno, Roma (catalogo con testo di Fausto Melotti)
1985
Disegni per Robinson, Paesaggi e Personaggi, Padiglione d'Arte Contemporanea, Milano; Galleria d'Arte Moderna, Bologna; Museo Villa Croce, Genova (catalogo con testi di Francesco Poli, Umberto Eco e dell’autore)
Galerie Bartsch & Chariau, Monaco
Galleria La Nuova Città, Brescia
1986
Le copertine di Repubblica, Galleria Il Segno, Roma (catalogo con testo di Eugenio Scalfari)
1987
Quarantanove ritratti, Civica Pinacoteca, Ascoli Piceno; Centro Santa Chiara, Trento; Palazzo della Regione, Torino; Studio d'arte Bassanese, Trieste (catalogo con testi di Francesco Poli e Enrico Castelnuovo)
1988
Quarantanove ritratti, Istituto Italiano di Cultura, Lisbona (catalogo con testo di Antonio Tabucchi)
Woody, Freud und andere, Wilhelm Busch Museum, Hannover; Westfälisches Landesmuseum für Kunst und Kulturgeschichte, Münster; Kunstverein Göttingen, Göttingen (in occasione della pubblicazione del volume Woody, Freud und andere, Prestel Verlag, con testi di Georg Ramseger, Herwig Guratzsch, Antonio Tabucchi)
Progetto e disegni per la decorazione della sala Garzanti, Galleria Daverio, Milano
1989
Woody, Freud und andere, Stadtmuseum Warlberger Hof, Kiel; Museum für Kunst und Gewerbe, Amburgo
Geschichten und Porträts, Museumspavillon, Galerie der Stadt, Salisburgo
Ritratti dispersi, Nuova Galleria del Teatro, Parma (catalogo con testo dell’autore)
1990
Galleria Alberto Valerio, Brescia
1991
Robinson, personaggi e immagini da Picart a Pericoli, Palazzo Albertini, Forlì; Biblioteca Malatestiana, Cesena (catalogo con testi di Paolo Temeroli, Gianni Celati, Antonio Faeti, Paola Pallottino, Roberto Tassi)
Attraverso il disegno, Palazzo Reale, Sala delle Cariatidi, Milano (catalogo con testi di Roberto Tassi, Guido Almansi e Antonio Tabucchi)
1992
Portraits, Galerie Bartsch & Chariau, Monaco (catalogo con testo di Antonio Tabucchi)
FIAC, Grand Palais, Parigi (Valente Arte contemporanea, Finale Ligure)
Galleria Stamparte, Bologna
1993
Galleria d'arte contemporanea, Alberto Valerio, Brescia
Die Tafel des Königs, Museo Olaf Gulbransson, Tegernsee (Monaco); Küchel Palais, Bamberg (in occasione della pubblicazione del volume Die Tafel des Königs, Prestel Verlag, con testi di Herwig Guratzsch, Roberto Tassi, Ernst Maria Lang e dell’autore)
Valente arte contemporanea, Finale Ligure (catalogo con testi di Herwig Guratzsch e Antonio Faeti)
San Marino: storia di un'incisione, Chiesetta di Sant'Anna, Repubblica di San Marino
1994
Die Tafel des Königs, Kunsthalle Deutsche Bank, Francoforte
Galerie Pudelko, Bonn
Art-Frankfurt, Frankfurter Messe, Francoforte (Valente Arte Contemporanea, Finale Ligure)
The King’s Table, Casa Zerilli Marimò, New York University, New York
1995
Il tavolo del re, Galleria Giulia, Roma (catalogo con testo dell’autore)
Galleria Niccoli, Parma
I ritratti di Tullio Pericoli per la Biblioteca di Babele, Palazzo dei Capitani, Ascoli Piceno
Gouachen und Zeichnungen, Galerie Marie-Louise Wirth, Zurigo
Ritratti di scrittori, Svenska Akademiens Nobelbibliotek, Stoccolma
1996
Disegni per «L'elisir d'amore», Galleria Forni, Bologna (catalogo con testo di Marco Vallora)
Morgana N.1, Galleria Nuages, Milano (in occasione della pubblicazione del volume Morgana 1, Dante Albieri Editore, con testo di Antonio Tabucchi)
Galleria Valerio, Brescia
Portraits d'écrivains, Centre Culturel Suedois, Parigi
1998
Bilder und Portraits, Kreissparkasse Bad Segeberg, Bad Segeberg
Autorenportraits, Galerie Bartsch & Chariau, Monaco
1999
Aquarelle und Zeichnungen: Jean Giono, «Der Mann, der Bäume pflanzte», Galerie Pudelko, Bonn
Portraits und Zeichnungen zur Literatur, Galerie Hausruck, Altenhof
Galerie Vromans, Amsterdam
I disegni per le scene e i costumi de «L'elisir d'amore» al Teatro alla Scala, Galleria Ceribelli Albini, Milano (catalogo con testo di Marco Vallora)
Portraits, Galerie Hauptmann + Kampa, Zürich
2000
Aquarelle und Zeichnungen, Städtische Galerie, Wolfsburg
Disegni e cartoni per la Sala Garzanti, Palazzo dei Capitani, Ascoli Piceno (catalogo con testo di Livio Garzanti e antologia critica con un’intervista a Federico Zeri di Alessandra Mammì e testi di Livio Garzanti, Roberto Tassi, Vittorio Sgarbi, Emilio Tadini, Luciano Marucci)
Ritratti di scrittori, Libreria Galleria Einaudi, Mantova
Tullio Pericoli. Dipinti, disegni, Galleria Ceribelli, Bergamo (in occasione della Pubblicazione del volume Terre, Rizzoli, con testi di Marco Vallora e Michele Mari)
2001
Poets, Istituto Italiano di Cultura, Londra.
2002
Nature, Palazzo Lanfranchi, Pisa (catalogo con testi di Fabrizio D’Amico, Lucia Tomasi Tongiorgi, Alessandro Tosi)
I ritratti, Casa del Mantegna, Mantova (in occasione della pubblicazione del volume omonimo edito da Adelphi)
2003
I ritratti, Spazio Oberdan, Milano (in occasione della pubblicazione del volume Otto scrittori, Adelphi, con testo di Matteo Codignola)
Galleria d’arte Trentasette, Palermo
Galleria Goethe, Bolzano
2004
Galerie Pudelko, Bonn
Dipinti per Torrecchia, Museo Nazionale del Palazzo di Venezia, Roma (catalogo con testi di Fabrizio D’Amico, Claudio Strinati e un’intervista all’autore di Riccardo Cannone)
Viaggio nel paesaggio, Galleria Nuages, Milano (in occasione della pubblicazione del volume Viaggio nel paesaggio, Edizioni Nuages, con testo dell’autore)
2005
Premio Marconi, Bologna (catalogo con testo di Claudio Cerritelli e una sua conversazione con l’autore)
2006
L’anima del volto, Centro Culturale Le Ciminiere, Catania
Galleria Martano, Torino (catalogo con testi di Gianni Contessi e Andrea Zanzotto)
Studio 53 Arte, Rovereto (catalogo con testi di Gianni Contessi e Andrea Zanzotto)
Galleria Ceribelli, Bergamo (catalogo con testo dell’autore)
2007
Drawings, watercolours, and paintings of Samuel Beckett by Tullio Pericoli, Oscar Wilde House, Dublino
Paesaggi, Lorenzelli Arte, Milano (in occasione delle pubblicazione del volume Paesaggi, Rizzoli, con un saggio di Salvatore Settis e un dialogo con l’autore di Luca Massimo Barbero)
2008
Galleria Sorrenti, Novara (catalogo con testo di Roberto Maroni)
2009
Sedendo e mirando, Galleria d’Arte Contemporanea «Osvaldo Licini», Ascoli Piceno (catalogo con testi di Elena Pontiggia, Arturo Carlo Quintavalle, Stefano Papetti, Antonio Tabucchi)
Il paesaggio italiano, Fei Gallery, Canton
2010
Lineamenti, Museo dell’Ara Pacis, Roma (catalogo con testi di Federica Pirani, Remo Bodei, Fabrizio D’Amico)
Paesaggi 1999 – 2010, Studio d’Arte Zanetti, Bagolino
L’infinito paesaggio, Villa Necchi Campiglio, Milano (catalogo a cura di Lucia Borromeo Dina)
2011
Tutti da Fulvia, Galleria Nuages, Milano (catalogo in memoria di E. Pirella, Edizioni Nuages)
Ritratti, Museo Civico di Storia Naturale «Silvia Zenari», Pordenone (in occasione della manifestazione PordenoneLegge); Museo Civico Archeologico, Fiesole
Viaggio nel paesaggio, Galleria Babele, Firenze
Tullio Pericoli. Opere dal 1975 al 2010, Galleria dell’Incisione, Brescia
Paesaggi, Fondazione Galleria Civica, Trento
2012
Moby Dick. Opere 2008-2012, Cartiere Vannucci, Milano
Graffiature. I paesaggi di Tullio Pericoli e Mario Giacomelli, Rocca Roveresca, Senigallia
Quelques riens pour Rossini, Galleria Mancini, Pesaro
80 ritratti per 10 scrittori, Lorenzelli Arte, Milano
2013
Doppio segno, Galleria Spazia, Bologna
Paesaggi in breve, Galleria Tricromia, Roma
2014
Areonatura. Lo sguardo di Tullio Pericoli sul paesaggio dell’Alto Garda, MAG, Riva del Garda
Ritratti, Spazio Don Chisciotte, Torino
I paesaggi, MART, Rovereto
Volti di volti, Galleria Paggeriarte, Sassuolo (in occasione della manifestazione
Festivalfilosofia)
Una storia di segni. Le incisioni di Tullio Pericoli, Museo della Grafica, Pisa
2015
Una storia di segni. Le incisioni di Tullio Pericoli, Castello Pasquini, Castiglioncello
Sulla terra, Palazzo Fava, Bologna
2016
I paesaggi di Tullio Pericoli, Istituto Italiano di Cultura di Tokyo
Oltre i margini, Rimini, Palazzo Gambalunga (Biennale del disegno)
Sulla terra, Palazzo Ducale, Urbino
Quanti ritratti, caro Umberto, Sala del comune di Camogli, Camogli.
2017
Scritture e figure, Galleria Consadori, Milano.
Tullio Pericoli, storie di volti e di terre, Museo Civico delle Cappuccine, Bagnacavallo
Le colline davanti. Viaggio nelle terre di Langhe, Roero e Monferrato, Chiesa di San Domenico, Alba (CN)
Tavole originali e disegni preparatori de “La casa ideale di Robert Louis Stevenson”, Galleria Anna Maria Consadori, Milano
2019
Tullio Pericoli, Forme del paesaggio. 1970-2018, Palazzo dei Capitani, Ascoli Piceno.
Tullio Pericoli, Samuel Beckett. Le plus beau visage du XX siècle, Galerie Gallimard, Parigi, Francia.
2021
Tullio Pericoli, Frammenti, Palazzo Reale, Milano.

## Libri illustrati
T. Pericoli, Robinson Crusoe di Daniel Defoe, Ivrea, Olivetti, 1984.
J. Giono – T. Pericoli, L’uomo che piantava gli alberi, Firenze, Salani, 1998
T. Pericoli, Robinson Crusoe di Daniel Defoe, con una premessa dell’autore, Milano, Adelphi, 2007.
C. Gozzi, La semplice in cerca di spirito, acqueforti di Tullio Pericoli. Milano, Cento Amici del Libro, 2010.

## Riconoscimenti
- Premio Yellow Kid al Salone Internazionale dei Comics, 1974
- Premio speciale Passaggi d’Arte assegnatogli da Passaggi Festival, 2014
- Premio Speciale della Fondazione di Sardegna Giuseppe Dessì, 2019
- Nel 2019 The New York Review of Books, nell'edizione on-line NYR Daily, pubblica in lingua inglese due racconti tratti dal libro Incroci, edito da Adelphi (Milano, 2019).
- Retrospettiva al Palazzo Realedi Milano, 2021[3]
- Premio Internazionale Antonio Feltrinelli per l'Arte, Accademia dei Lincei, 2024